# Nomada rubriventris
Nomada rubriventris är en biart som beskrevs av Schwarz 1981. Nomada rubriventris ingår i släktet gökbin, och familjen långtungebin. Inga underarter finns listade i Catalogue of Life.